# Museros
Museros (en valencien et en castillan) est une commune d'Espagne, de la province de Valence dans la Communauté valencienne. Elle est située dans la comarque de l'Horta Nord et dans la zone à prédominance linguistique valencienne.

## Géographie

Localisation de Museros
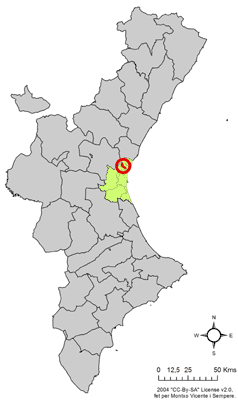
dans la Communauté valencienne.
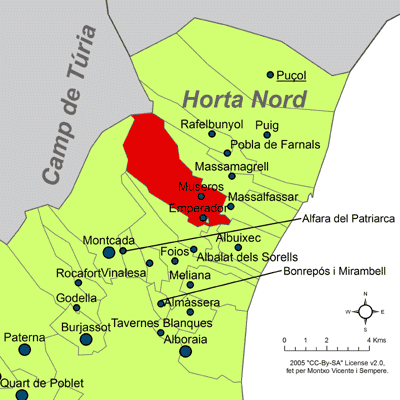
dans la comarque de l'Horta Nord.